# A3 regulatorna sekvenca
A3 je regulatorna sekvenca za insulinski gen.